# Andricus serricornis
Andricus serricornis är en stekelart som beskrevs av Kinsey 1922. Andricus serricornis ingår i släktet Andricus, och familjen gallsteklar. Inga underarter finns listade i Catalogue of Life.